# Centromachetes
Genre
Synonymes
- Centromachus Kraepelin, 1894 nec Thorell & Lindström 1885

Centromachetes est un genre de scorpions de la famille des Bothriuridae.

## Distribution
Les espèces de ce genre sont endémiques du Chili.

## Liste des espèces
Selon The Scorpion Files (17/04/2020) :
- Centromachetes obscurus Mello-Leitão, 1932
- Centromachetes pocockii (Kraepelin, 1894)
- Centromachetes titschaki (Werner, 1939)

## Publications originales
- Lönnberg, 1897 : Om Skorpionernas och pedipalpernas geografiska Utbredning. Entomologisk Tidskrift, vol. 18, p. 193–211 (texte intégral).
- Kraepelin, 1894 : Revision der Scorpione. II. Scorpionidae und Bothriuridae. Beiheft zum Jahrbuch der Hamburgischen Wissenschaftlichen Anstalten, vol. 11, p. 1–248.